# Cyriopertha reitteri
Cyriopertha reitteri är en skalbaggsart som beskrevs av Semenov 1890. Cyriopertha reitteri ingår i släktet Cyriopertha och familjen Rutelidae. Inga underarter finns listade i Catalogue of Life.